# Amphoe Mae Tha (Lamphun)

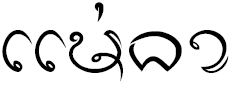
Mae Tha in Lan-Na-Schrift

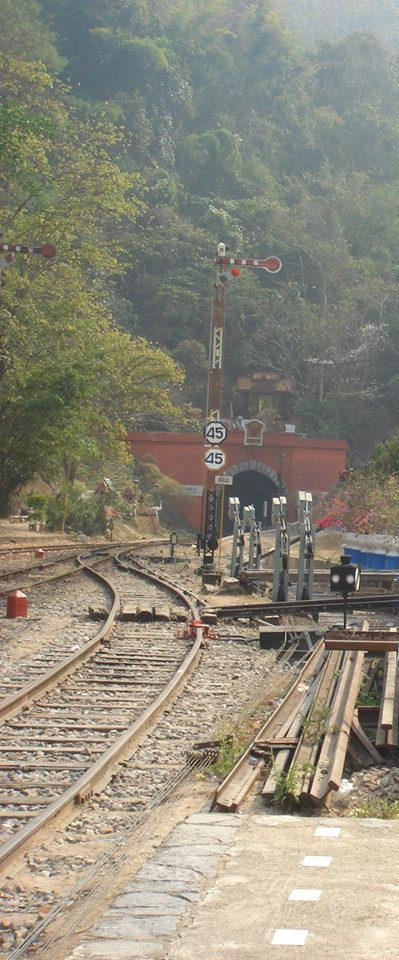
Einfahrt zu Thailands längstem Eisenbahn-Tunnel

Amphoe Mae Tha (Thai อำเภอ แม่ทา, Aussprache: ʔāmpʰɤ̄ː mɛ̂ː tʰāː) ist ein Landkreis (Amphoe – Verwaltungs-Distrikt) im Nordosten der Provinz Lamphun. Die Provinz Lamphun liegt in der Nordregion von Thailand.

## Geographie
Benachbarte Landkreise (von Süden im Uhrzeigersinn): die Amphoe Thung Hua Chang, Ban Hong, Pa Sang und Mueang Lamphun der Provinz Lamphun, Mae On der Provinz Chiang Mai, sowie Mueang Lampang, Hang Chat und Soem Ngam der Provinz Lampang.
Ein Teil des Nationalparks Doi Khun Tan (Thai: อุทยานแห่งชาติดอยขุนตาล) liegt im Landkreis Mae Tha, der größere Teil befindet sich im westlichen Teil der Provinz Lampang. Der 255 km² große Park wurde bereits 1975 als zehnter Nationalpark von Thailand eröffnet.

## Geschichte
Mae Tha wurde im Jahr 1939 als „Zweigkreis“ (King Amphoe) gegründet, bestehend aus Tambon, die vom Kreis Mueang Lamphun abgespalten wurden. Am 22. Juli 1958 erhielt der Unterbezirk den vollen Amphoe-Status.

## Verkehr
Thailands längster Eisenbahn-Tunnel, der Khun-Tan-Tunnel, liegt an der Nordlinie der Thailändischen Eisenbahn zwischen den beiden Bahnhöfen Mae Tan Noi (Amphoe Mae Tha) und Khun Tan (Amphoe Hang Chat, Lampang). Der Tunnel ist 1362 Meter lang und unterquert die Khun-Tan-Bergkette.
Die Arbeiten am Khun-Tan-Tunnel leitete der deutsche Ingenieur Emil Eisenhofer. Als Eisenhofer 1962 hochbetagt starb, wurde er am Nordausgang des Khun-Tan-Tunnels beigesetzt.

## Verwaltung

### Provinzverwaltung
Der Landkreis Mae Tha ist in sechs Tambon („Unterbezirke“ oder „Gemeinden“) eingeteilt, die sich weiter in 71 Muban („Dörfer“) unterteilen.
| Nr. | Name            | Thai     | Muban | Einw.  |
| --- | --------------- | -------- | ----- | ------ |
| 01. | Tha Pla Duk     | ทาปลาดุก  | 15    | 07.424 |
| 02. | Tha Sop Sao     | ทาสบเส้า  | 16    | 10.383 |
| 03. | Tha Kat         | ทากาศ    | 16    | 07.781 |
| 04. | Tha Khum Ngoen  | ทาขุมเงิน  | 12    | 06.778 |
| 05. | Tha Thung Luang | ทาทุ่งหลวง | 06    | 03.886 |
| 06. | Tha Mae Lop     | ทาแม่ลอบ  | 06    | 03.163 |

### Lokalverwaltung
Es gibt sieben Kommunen mit „Kleinstadt“-Status (Thesaban Tambon) im Landkreis:
- Tha Pla Duk (Thai: เทศบาลตำบลทาปลาดุก) bestehend aus dem kompletten Tambon Tha Pla Duk.
- Tha Kat Nuea (Thai: เทศบาลตำบลทากาศเหนือ) bestehend aus Teilen des Tambon Tha Kat.
- Tha Khum Ngoen (Thai: เทศบาลตำบลทาขุมเงิน) bestehend aus Teilen des Tambon Tha Khum Ngoen.
- Tha Thung Luang (Thai: เทศบาลตำบลทาทุ่งหลวง) bestehend aus dem kompletten Tambon Tha Thung Luang.
- Tha Kat (Thai: เทศบาลตำบลทากาศ) bestehend aus den Teilen der Tambon Tha Kat, Tha Khum Ngoen.
- Tha Sop Sao (Thai: เทศบาลตำบลทาสบเส้า) bestehend aus Teilen des Tambon Tha Sop Sao.
- Tha Sop Chai (Thai: เทศบาลตำบลทาสบชัย) bestehend aus Teilen des Tambon Tha Sop Sao.

Außerdem gibt es eine „Tambon-Verwaltungsorganisation“ (องค์การบริหารส่วนตำบล – Tambon Administrative Organization, TAO)
- Tha Mae Lop (Thai: องค์การบริหารส่วนตำบลทาแม่ลอบ) bestehend aus dem kompletten Tambon Tha Mae Lop.